# Майя Влощовська
Майя Мартіна Влощовська  (пол. Maja Martyna Włoszczowska, 1 листопада 1983) — польська велогонщиця, олімпійська медалістка.

## Виступи на Олімпіадах
| Олімпіада  | Дисципліна               | Місце |
| ---------- | ------------------------ | ----- |
| Афіни 2004 | гірський велосипед, крос | 6     |
| Пекін 2008 | гірський велосипед, крос | 2     |
| Ріо 2016   | гірський велосипед, крос | 2     |